# 왕 케이크
왕 케이크(king cake, 프랑스어: gâteau des rois 가토 데 루아[*], galette des rois 갈레트 데 루아[*], 스페인어: roscón de reyes 로스콘 데 레예스[*], 스페인어: rosca de reyes 로스카 데 레예스 ‘왕의 고리’[*], 포르투갈어: bolo-rei)는 많은 가톨릭 문화권에서 먹는 빵이다. 나라와 문화권에 따라 주현절 또는 마르디 그라 등에 먹는다. 페브라 불리는 작은 장식이 들어 있어서 이것이 들어있는 조각을 받은 사람에게는 행운이 찾아오거나 하루동안 ‘왕’의 권리를 받는 등의 문화가 있다.

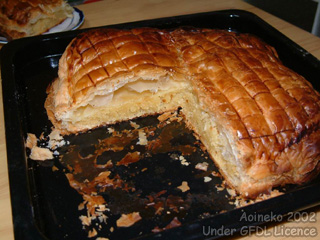
프랑스 북부식
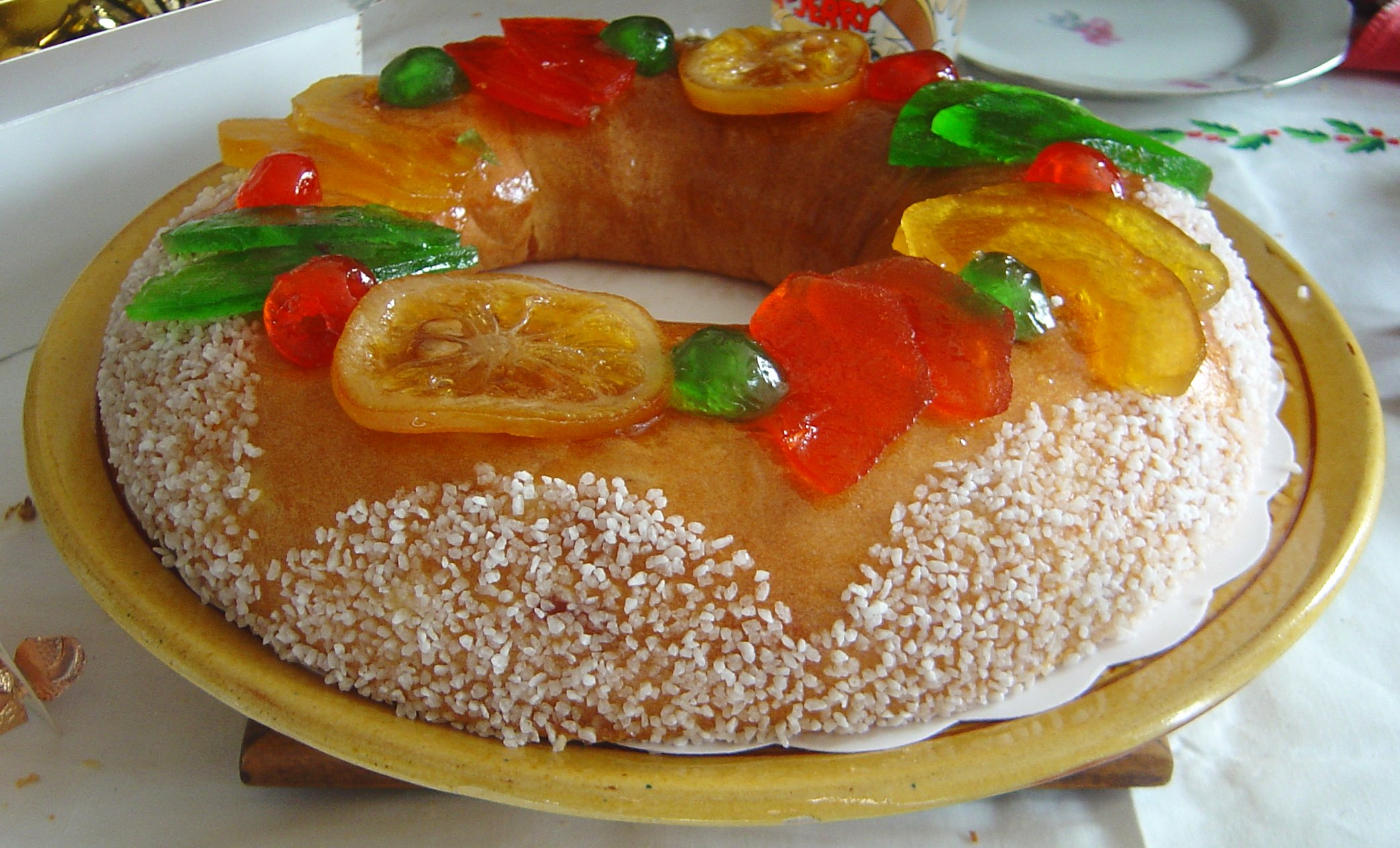
프랑스 남부식
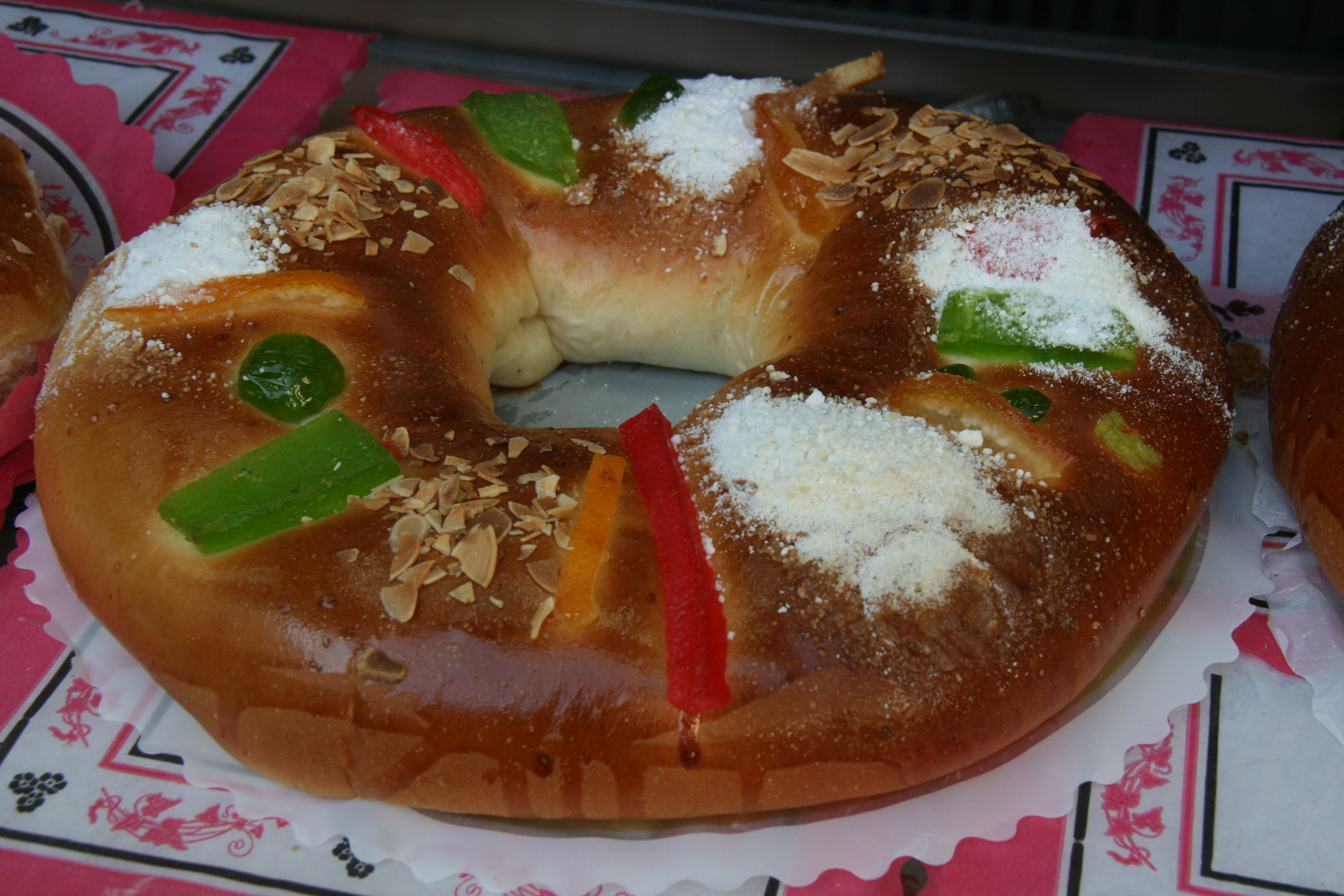
마요르카식 로스콘(영어판)
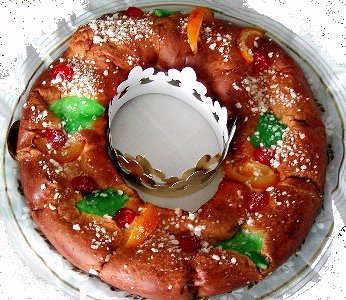
카탈루냐식 토르텔(카탈루냐어판)

## 같이 보기
- 밤브랙
- 블랙 번 (빵)
- 엔사이마다
- 파네토네